# Idenburg (rivier)

Idenburg.

De Idenburg (indonesisch: Taritatu) is een rivier in de Indonesische provincie Papoea. De rivier is bijna 250 kilometer lang en ontspringt in het oosten van het Van Rees Gebergte. De rivier wordt echter tevens gevoed door bergrivieren die in het Sterrengebergte ontspringen, onder andere de Sobger.
De Idenburg stroomt in westelijke richting door de Meervlakte, een laaggelegen en vochtige vallei in het binnenland van Nieuw-Guinea ten noorden van de centrale bergkam, en voegt zich midden in de Meervlakte samen met de Tariku, om daar over te gaan in de Mamberamo. In de Meervlakte doorsnijdt de Idenburg een vochtig en moeilijk doordringbaar laaglandoerwoud. De rivier meandert sterk en verlegt zijn loop regelmatig. 
De Idenburg is vernoemd naar Alexander Willem Frederik Idenburg (1861-1935), van 1909 tot 1916 gouverneur-generaal van Nederlands-Indië, en een bekend ARP-politicus uit het begin van de twintigste eeuw. De rivier kreeg zijn naam tijdens de Militaire exploratie van Nieuw-Guinea (1907-1915).